# پپنی‌ها
پپنی‌ها یا آرنولفینگ‌ها یک خانوادهٔ اعیانی و اشرافی فرانک از اوسترازیا در طول دوران مروونژی بودند. آنها پس از ۶۸۷ بر ادارهٔ شهرداران کاخ‌ها چیره‌شدند و در نهایت با تأسیس‌کردن دودمان کارولنژی، جای مروونژی‌ها را در سال ۷۵۱ میلادی گرفتند.
نام‌های «پپنی» و «آرنولفینگ» اسامی قراردادی نوین هستند، که با توجه به این که نوادگان این خانواده در عمل از دو شاخه معاصر به‌وجود آمده‌اند، آرنولف مس (درگذشتهٔ حدود ۶۴۰) و پپن لانده (درگذشتهٔ ۶۴۰)، به‌واسطهٔ ازدواج پسر آرنولف آنسگیزل با دختر پپن بگا است. رخ‌دادن مجدد نام پپن در این خانواده منجر به این شد که نویسندهٔ ناشناس تاریخچهٔ مس (حدود ۸۰۵) این خانواده را پپنی‌ها، ابتدایی‌ترین نام شناخته‌شده برایش را بنامد. به‌معنای دقیق، پپنی‌ها زادگان پپن لانده و آرنولفینگ‌ها نوادگان آرنولف مس هستند، که این دو گروه فقط در پپن ارستال، پسر آنسگیزل و بگا، و نوادگان وی با هم اشتراک دارند.
از اوخر سدهٔ هشتم، ترقی پپنی‌ها به‌عنوان ویژگی تعریف اواخر دوران مروونژی شرح داده‌شده است، با پادشاهانی که به‌عنوان روا فنیان («پادشاهان بی‌کاره»)، عروسک‌های خیمه‌شب‌بازی شهرداران پپنی‌شان توصیف شده‌اند. این موضوع در تاریخ‌نگاری نوین نیز ادامه‌دارد. بعضی‌ها پیشنهاد داده‌اند که پپنی‌ها برای تصاحب‌کردن قدرت یک «راهبرد طولانی‌مدت» را دنبال می‌نمودند. به‌دنبال پیروزی‌اش در نبرد ترتری سال ۶۸۷ میلادی، پپن ارستال نفوذش را در نوستریا گسترش‌داد. درگذشت وی در ۷۱۴ سال‌ها جنگ داخلی میان جانشینانش را به‌دنبال داشت. در ۷۱۸، پسر کوچکترش شارل مارتل کنترل هر دو منطقهٔ اوسترازیا و نوستریا را در دستان خویش گرفت. نوادگان او کارولنژی‌های شایسته هستند، اگرچه برخی از تاریخ‌نویسان این نام را تا پیوند آنسگیزل و بگا عقب کشیده‌اند. نوادگان برادر شارل، شیلدبراند، از طرف دیگر، با نام نیبلونگیدها شناخته می‌شوند.